# Chevannes (Essonne)
Chevannes ist eine französische Gemeinde mit 1.550 Einwohnern (Stand: 1. Januar 2022) im Département Essonne in der Region Île-de-France. Sie gehört zum Arrondissement Evry und ist Teil des Kantons Mennecy. Die Einwohner werden Chevannais genannt. 

## Geographie
Chevannes liegt etwa 36 Kilometer südsüdöstlich von Paris. Die Gemeinde liegt im Regionalen Naturpark Gâtinais français. Umgeben wird Chevannes von den Nachbargemeinden Mennecy im Norden, Le Coudray-Montceaux im Nordosten, Auvernaux im Osten, Champcueil im Süden, Ballancourt-sur-Essonne im Westen und Südwesten sowie Fontenay-le-Vicomte im Westen und Nordwesten.

## Bevölkerungsentwicklung
| Jahr                      | 1962 | 1968 | 1975 | 1982 | 1990 | 1999 | 2006 | 2012 |
| Einwohner                 | 765  | 838  | 758  | 833  | 1147 | 1400 | 1623 | 1731 |
| Quelle: Cassini und INSEE |      |      |      |      |      |      |      |      |

## Sehenswürdigkeiten
- Kirche Saint-Symphorien aus dem 13. Jahrhundert
- Gutshof Les Seigneurs, früheres Schloss

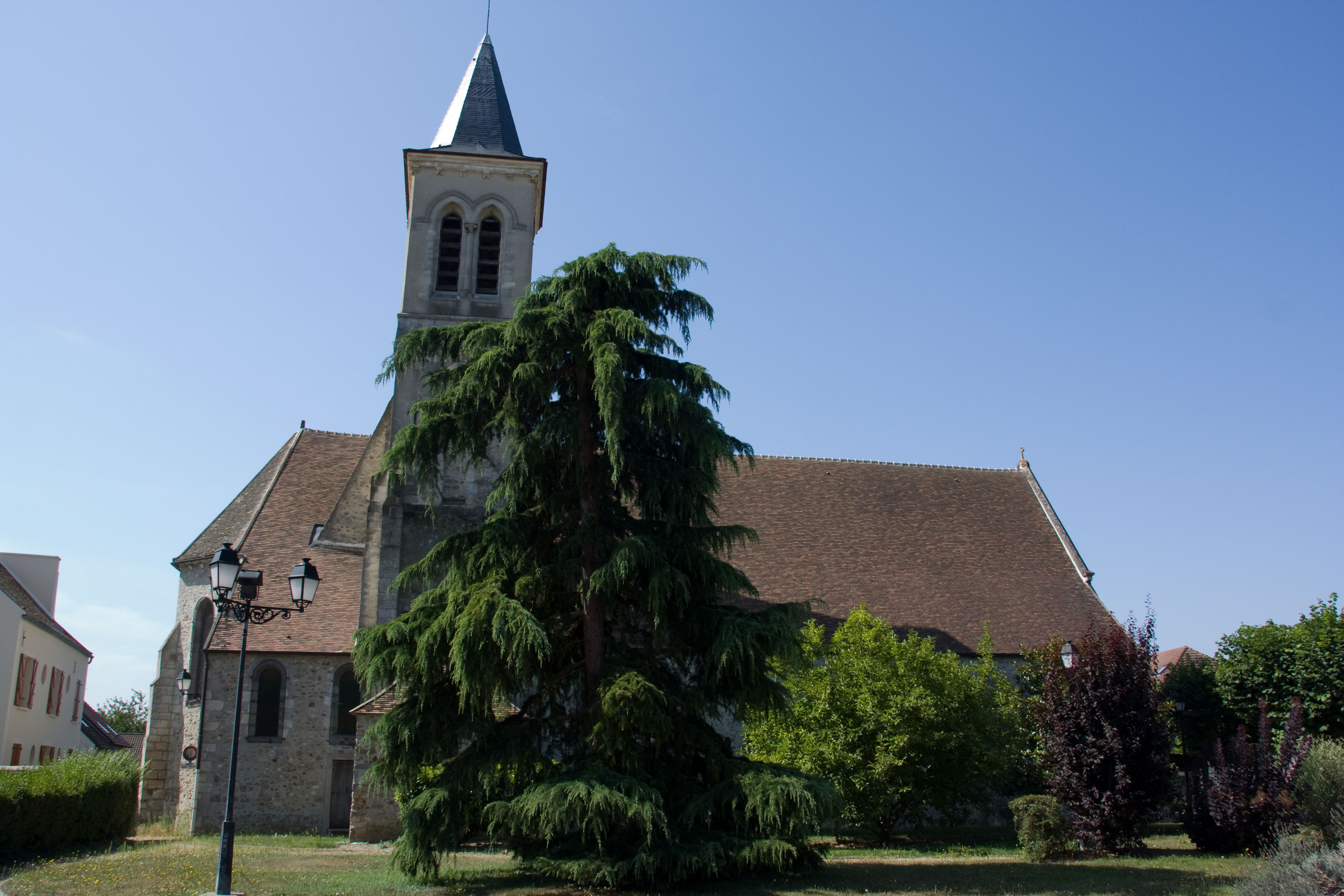
Kirche Saint-Symphorien

## Persönlichkeiten
- Pierre Julitte (1910–1991), Ingenieur und Schriftsteller, Widerstandskämpfer